# Мостовидный протез

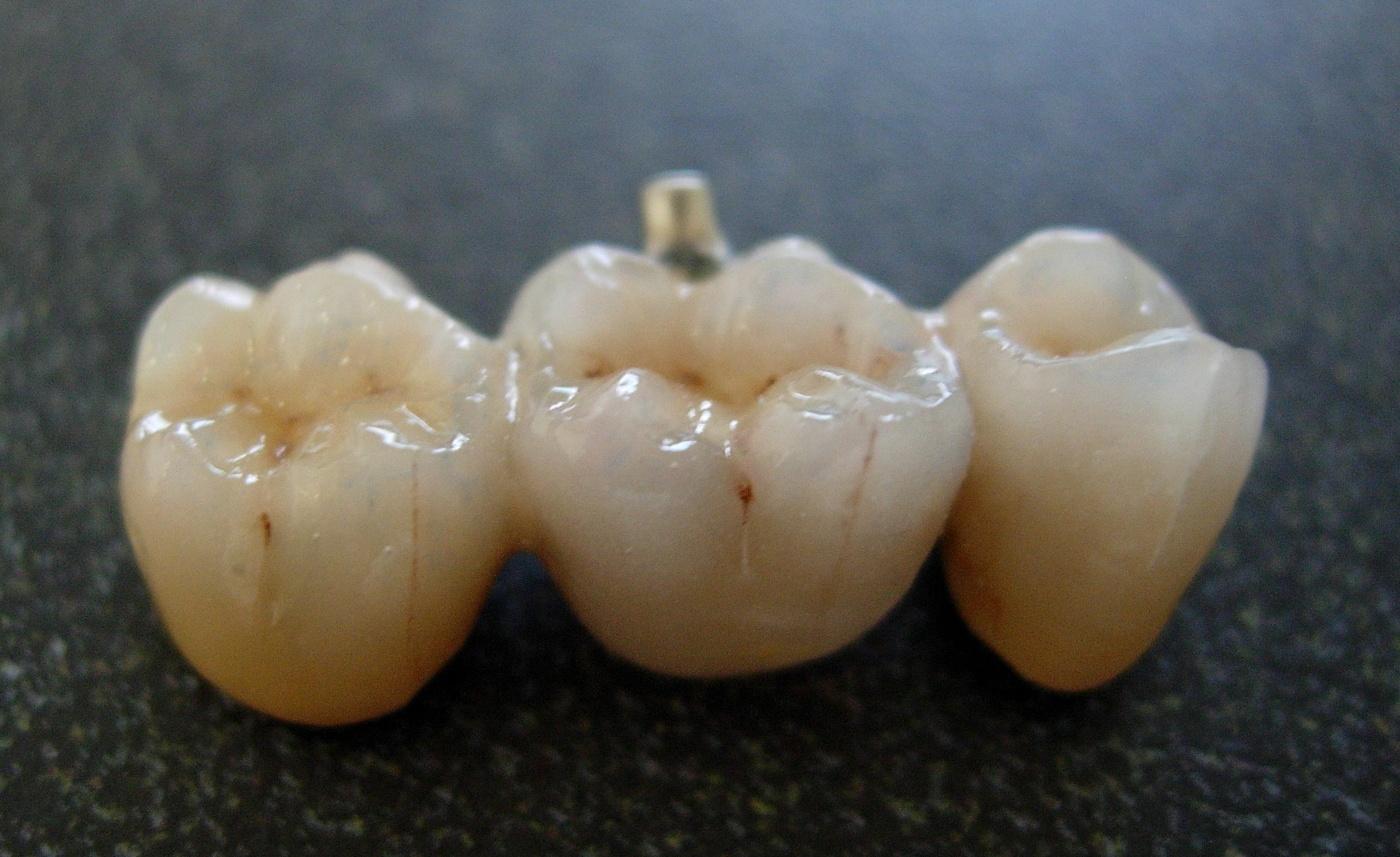
Трёхкомпонентный фарфор, соединённый с металлическим мостом (PFM), изготовленный зубным техником.

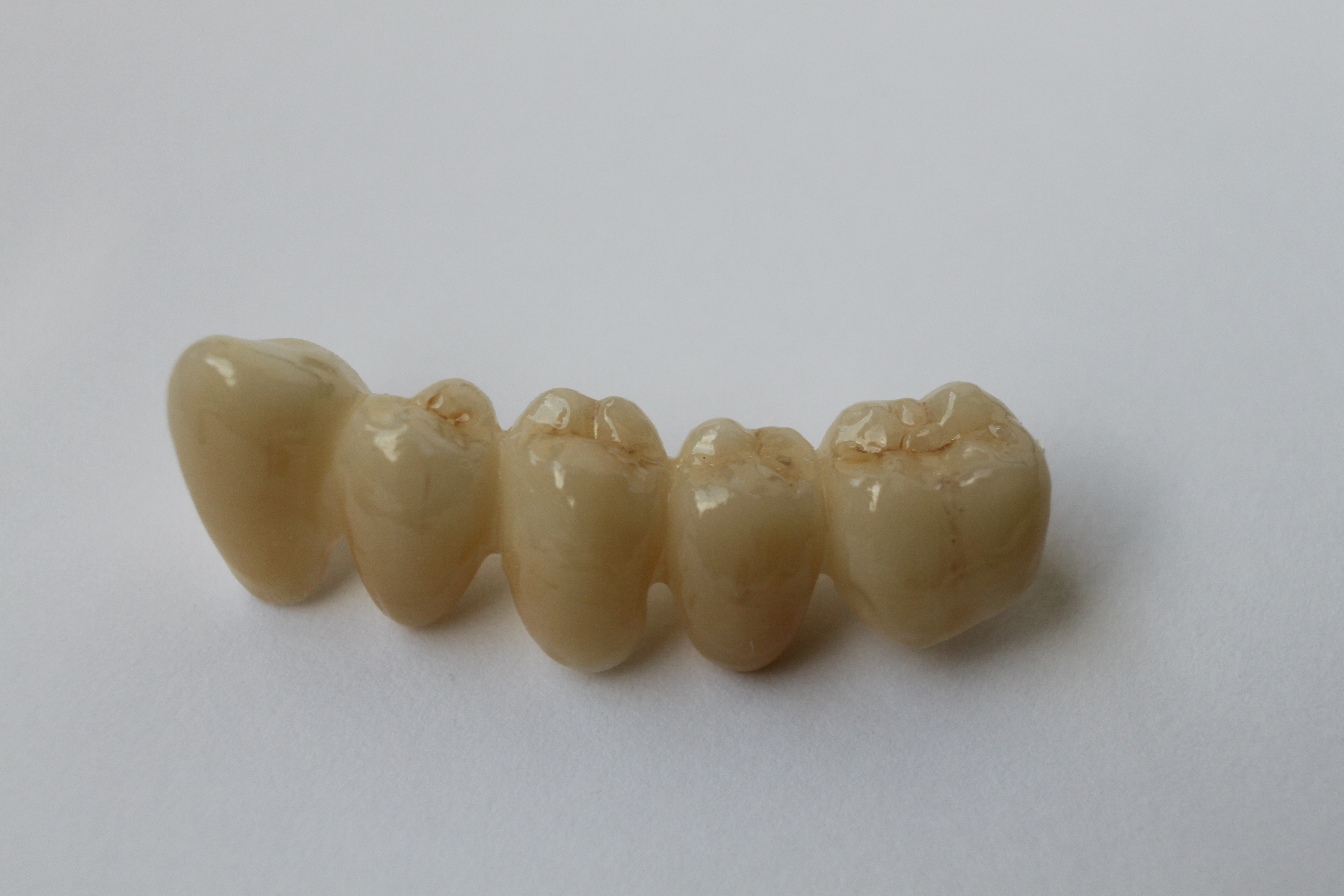
Циркониевый зубной мост и коронки

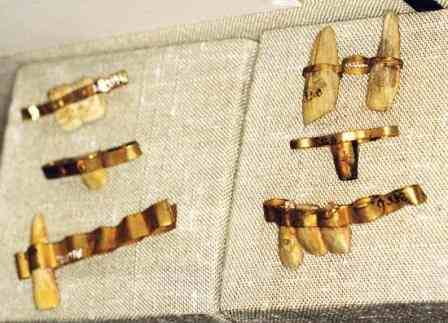
зубные мосты в Древнем Египте

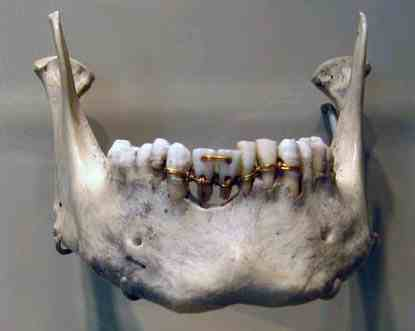
зубные мосты в Древнем Египте из натуральных зубов

Мостовидный протез — это разновидность несъёмных стоматологических протезов, применяется для замещения включённых дефектов зубных рядов. Он применяется в случаях, когда разрушено несколько идущих подряд зубов, поэтому такой протез может крепиться на отстоящие друг от друга здоровые зубы или закрытые коронками.

## Термин
Термин «мостовидные протезы» заимствован из техники, поскольку в основу его конструкции положен принцип сооружения мостов.

## Виды протезов
При изготовлении используемых в стоматологии мостовидных протезов распространены адгезивные, или адгезионные мостовидные протезы. В них опорными элементами являются не коронки, а разнообразные несъёмные приспособления и, кроме того, для их фиксации используются адгезивные композиционные материалы.
Различные авторы по-разному называют данные мостовидные протезы:
- Мэрилендский мостовидный протез[2]
- Манхэттенский мост[3]
- Рочеттовский мостовидный протез или ретейнер Рочетта[4]
- Inlay-мостовидный протез[5]
- Волоконный адгезивный мостовидный протез[6]
- Адгезионные мостовидные протезы с арамидной нитью[7]
- Ретенционный протез, фиксируемый после кислотного травления[8]
- Понтик[9]
- Односеансный протез[10]
- Вантовый мостовидный протез[11]
- Композитная шина[12]
- Клеевые мостовидные протезы[13]
- Мостовидные протезы с минимальной обработкой твёрдых тканей[14]
- Несъёмные протезы без препарирования зубов[15]
- Несъёмные шины с использованием травления эмали.[16]

В России наиболее часто применяют термин адгезивный мостовидный протез (АМП) или адгезионный мостовидный протез. С точки зрения лингвистики оба эти термина имеют одинаковое значение.

## Преимущества
1. Минимальное препарирование опорных зубов, в основном в пределах эмали.
2. Отличные эстетические результаты.
3. Обратимость ортопедического лечения.
4. Отсутствие металла.
5. Естественное светопреломление конструкции.
6. Отсутствие необходимости во временных коронках.
7. Малое число случаев необходимости обезболивания.
8. Почти лишены контакта со слизистой оболочкой, за исключением края десны.
9. Сравнительно низкая стоимость протеза.

## Недостатки
1. Качества, свойственные композитам (возможное изменение цвета со временем, истирание, в несколько раз превосходящее естественное истирание эмали зубов, усадка, токсическое и аллергическое действие).
2. Повышенное истирание при наличии керамических антагонистов.
3. Невозможность временной фиксации.
4. Возможные сколы реставрационного материала.
5. Препарирование здоровых зубов под опорные элементы.
6. Возможность функциональной перегрузки пародонта при неправильном выборе конструкции протеза.
7. Раздражающее действие края искусственной коронки на покров пародонта.

## Галерея

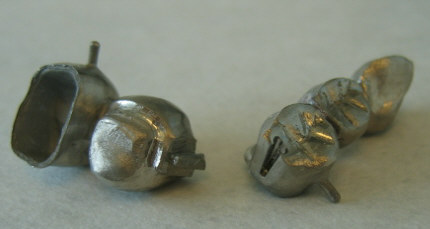
Полупрецизионная насадка между зубами # 3 и # 4 с врезным отверстием # 4. Обратите внимание на языковые кнопки, расширяющиеся на фотографии вверх на # 2 (слева) и вниз на # 4. Они используются для захвата коронок с помощью гемостата и облегчают обращение с ними. Их также можно использовать для снятия коронки в случае чрезмерного удержания во время попытки. Они отрезаны до окончательной цементации.
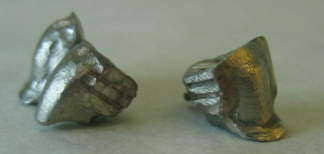
Проксимальные поверхности абатмента (опоры) с указателем предварительного припоя и понтика, на которых показаны обработанные в лаборатории канавки для дополнительного удержания смолы GC-рисунка
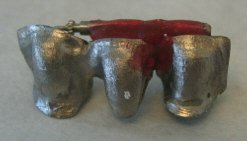
Абатмент (опора) и понтик соединены смолой GC с рисунком припоя и укреплены старым бором (лежащим горизонтально через окклюзионную поверхность колпачков).
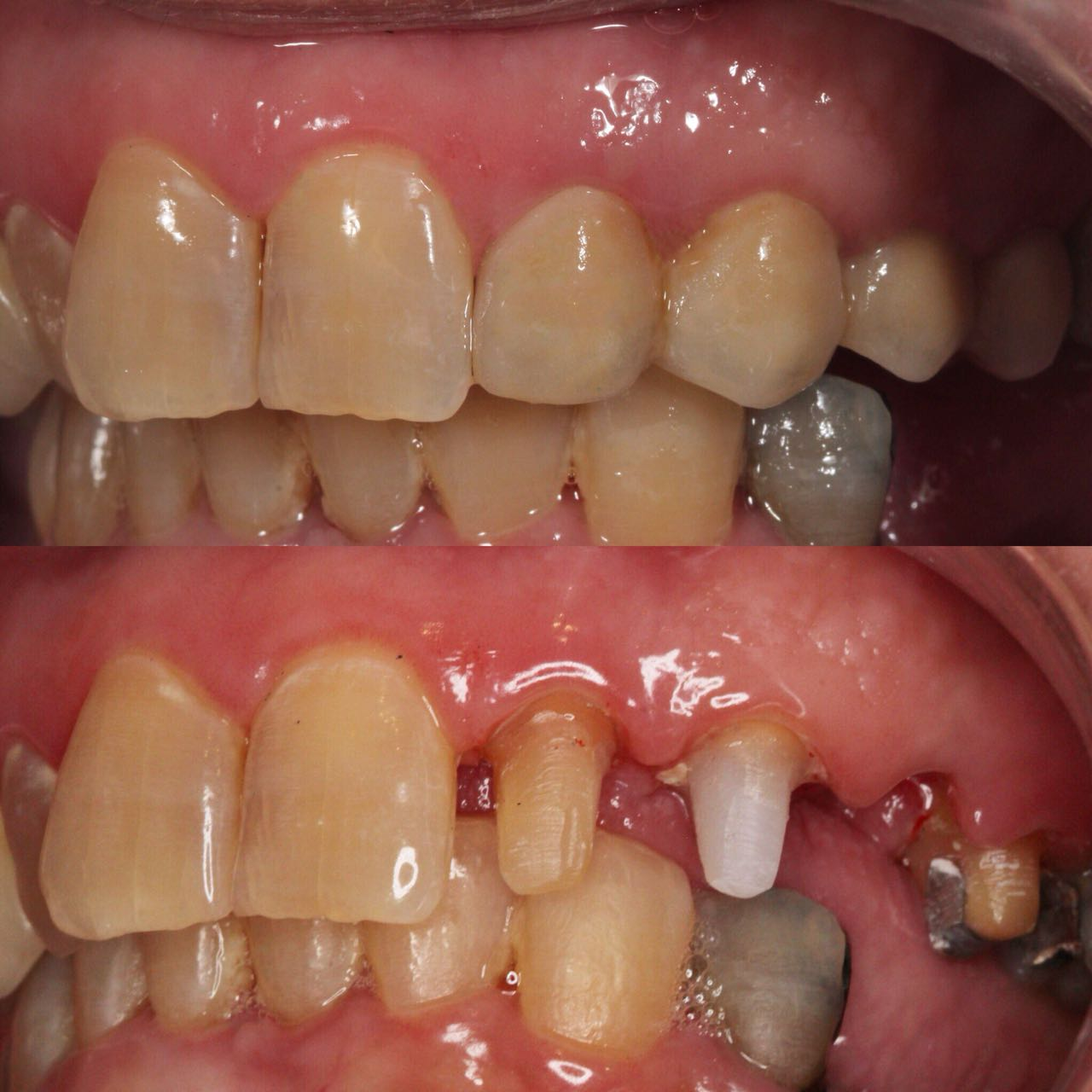
Высокопрозрачный циркониевый фиксированный мост, сделанный из фарфора VM9 vita и окрашенный глянцевой пастой. Верхний первый премоляр считается понтичным, а подготовленные зубы — опорами.
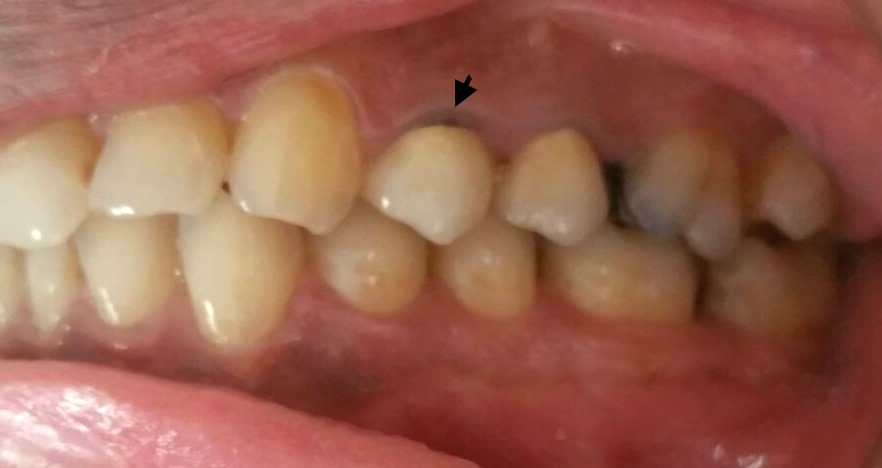
Неэстетичный показ металла в фарфоре, сплавленном с реставрацией металла
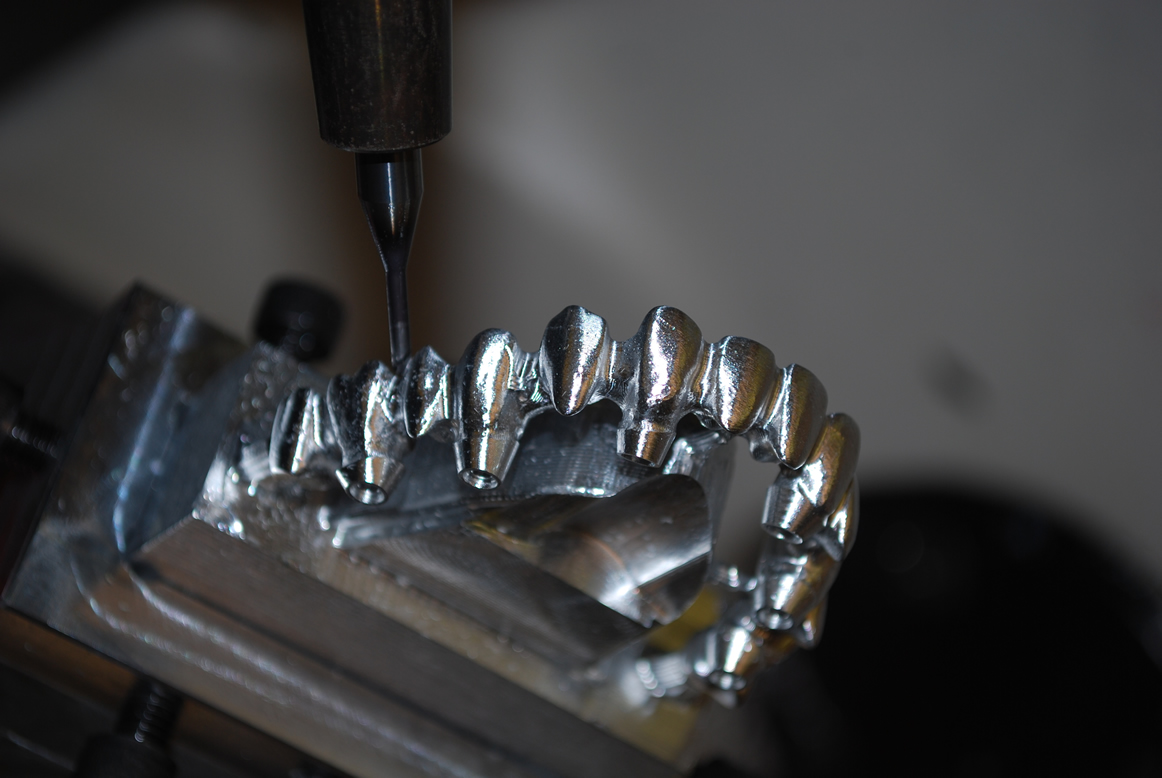
Полный зубной мост обрабатывается с использованием программного обеспечения WorkNC Dental CAD/CAM.
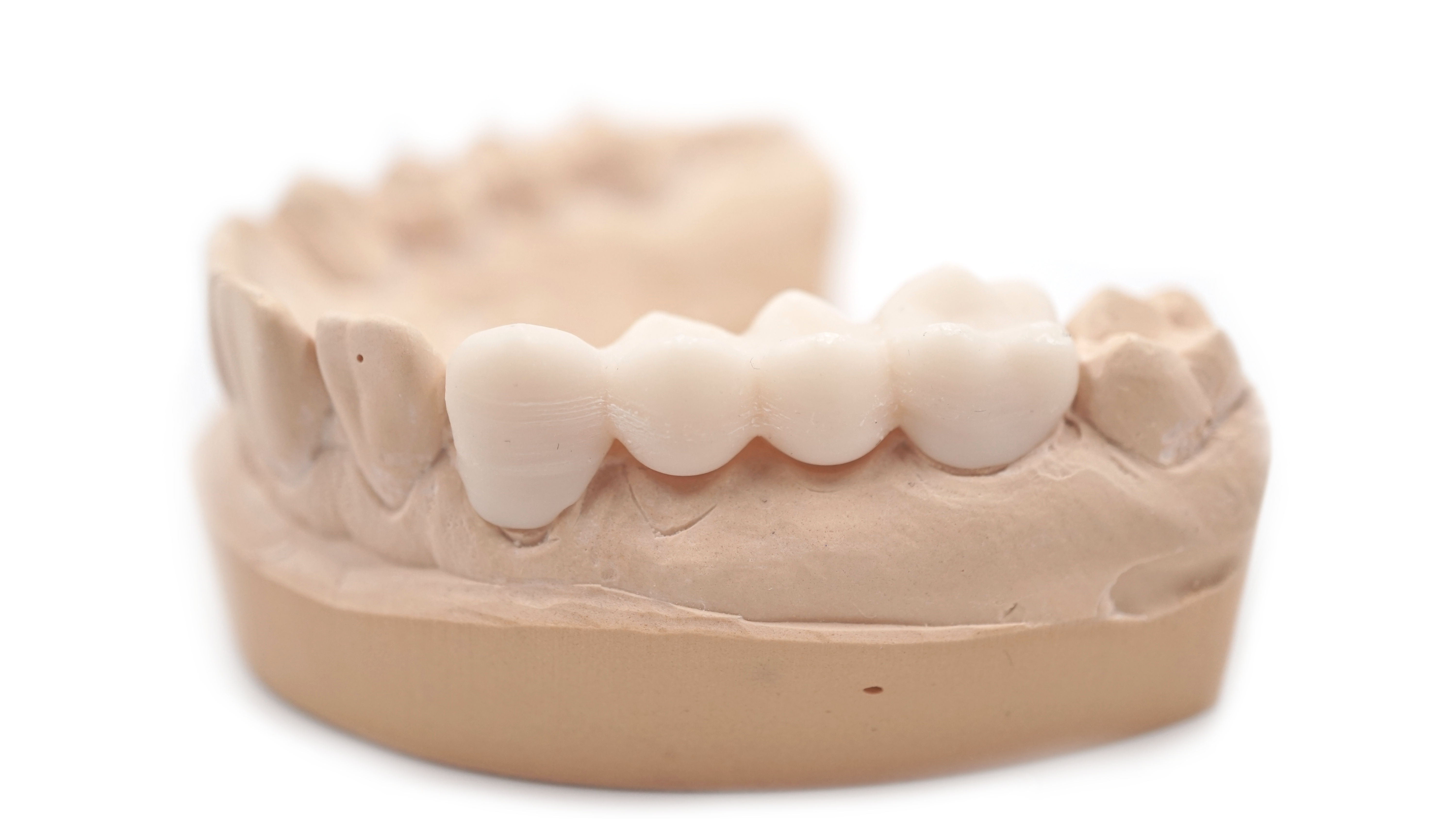
Временный мостовидный протез полученный путем 3D-печати по технологии LCD стереолитографии из фотополимера  HARZ Labs Dental Sand A1-A2